# Canción de Sinclair
Sinclairvisan o Sinclairsvisan ("Canción de Sinclair") es una canción de propaganda sueca de 90 versos, escrita en 1739 por Anders Odel sobre la melodía de La Folía. La canción describe el asesinato del diplomático sueco Malcolm Sinclair. Sinclair fue asesinado en 1739 durante una misión diplomática por dos agentes rusos por orden del gobierno imperial.

## Sinopsis
La canción es narrada por el pastor Celadón, que describe como es llevado por un "extraño hombre anciano" al Elíseo, donde presencia como el asesinado Sinclair entra en un gran castillo, donde es recibido por doce reyes ("los doce Carlos suecos" -de Carlos I -rey mitológico- a Carlos XII) a los que relata las circunstancias de su muerte.

## Autoría
La canción es incluida como una entrada atípica en la colección de canciones folclóricas Svenska folk-visor från forntiden, de Erik Gustaf Geijer y Arvid August Afzelius. De acuerdo con los autores, la canción era popularmente atribuida a Jacob Henrik Mörk, autor de Adelriks och Giöthildas äfwentyr (1742-44), hasta que un esbozo de la canción fue hallado entre los manuscritos de Odel. También explican que las más antiguas publicaciones de la canción contienen un epílogo en el que la "A" y la "O" de Celadón están enfatizadas, apuntando a las iniciales del autor.